# SQI
SQI son las iniciales de “Simple Query Interface”, en español, interfaz de consulta simple. 
SQI es una interfaz de programación de aplicaciones (en inglés API, acrónimo de Application Programming Interface), que es esencialmente una lista de comandos de programación previamente acordados. De lo único de lo que se preocupa es de enviar y recibir consultas, no de la estructura de las mismas, lo cual significa que SQI es mínimo y por lo tanto, relativamente sencillo de implementar en una gran variedad de sistemas.

## Proyecto
SQI es un proyecto impulsado por CEN/ISSS (Comité Europeo de Estandarización), y está basado en el trabajo desarrollado por Ariadne, Celebrate, Edutella, Elena, EduSource, ProLearn, Universal/EducaNext y Zing. Todos ellos son proyectos educativos a escala mundial, que desarrollaron SQI ante la necesidad de unificar los recursos educativos que a nivel global estaban dispersos por la red: miles de servidores con material muy interesante que no puede consultarse si no es a través de la plataforma en particular de cada uno de ellos. Es por esto que surge la idea de hacer una interfaz de consulta común, muy simple, centrada en repositorios de objetos educativos.

## Especificación
SQI está especificada de manera abstracta y cuando se implementa en una plataforma concreta, para un repositorio concreto, debe ofrecerse una forma de comunicarse con el sistema, un “binding”. Como el interés más extendido es el de hacer accesibles los repositorios vía web, lo más habitual es proveer este servicio mediante los servicios web y SOAP.